# 사림광기
《사림광기》(事林廣記)는 중국 남송 후기 복건성 청안 출신인 진원량(陳元靚)의 저술로, 일부 백과사전 형식을 띤 중국 고대 민간 서적으로써 당시 민간 생활과 관련된 자료를 많이 수록하고 있으며 아울러 책에 삽화를 수록하는 체제를 개척하였다는 평가를 받고 있다. 이해하기 쉽다는 장점 덕분에 책이 집필된 뒤에도 널리 사용되었다.
《사림광기》 제계 한 란에 수록된 '대원성조'라는 구절이나, '금상 황제 중통 5년(1264년), 지원(至元) 만만년"이라는 구절을 통해 이 책이 원 왕조 초기에 성립되었으며, 쿠빌라이 칸(원 세조) 중통 연간에서 지원 초기 사이에 걸쳐 필사되었음을 알 수 있다.
《사림광기》의 원본은 이미 유실되고, 원, 명 시대 및 일본에서 제작된 판각본이 남아 있는데, 모두가 원래 내용을 증보하거나 삭제한 것들이다.

## 내용
이 책은 남송의 생활 백과와 원의 생활 백과를 포괄한다.
원대 백과에는 원의 영토 지도가 맨 먼저 그려져 있는데, 바로 《대원혼일도》(大元混一圖)로, 원의 상도와 대도가 포함되어 있다. 그 다음 원 왕조의 군읍, 몽골자체, 파스파 문자로 쓰인 《백가성》(百家姓), 원의 관제, 원의 화폐, 원 황제의 혈통을 소개하였다. 다음으로 원의 도시 생활과 민간 생활 상식에 대해 자세히 소개하였는데, 여기서 생활 백과사전으로써 '삽화'를 사용하는 선례를 남겼다. 이 삽화에는 승마, 활과 화살, 배회, 차량, 기치, 학교, 선현신성, 공자, 노자, 소열무성왕, 연회, 건축, 장기, 투호, 쌍륙, 타마(승마), 장구(격구), 환술, 노래 등이 포함되어 있으며, 원의 역사와 사회 생활을 연구하는 직접적인 시각 자료가 되고 있다.
이 책에는 파스파 문자로 작성된 《백가성》을 많은 분량을 할애하여 수록하고, 이에 대해서 '몽골 글자'라고 설명하고 있다. 파스파 문자는 사용이 불편하였으므로 원 왕조가 망하자 폐기됐고, 이 파스파 문자로 작성된 백가성은 실물로써 남게 되었다.

## 1963년 중화서국 영인본
1963년 중화서국에서 영인한 《사림광기》는 원 지순 연간(1330-1333) 건안춘장서원각본(建安椿莊書院刻本)으로 학계에서 자주 인용되고 있다. 이 영인본은 고궁박물원 완장본 촬영 사진을 바탕으로 상무인서관이 제작한 중일전쟁 전의 인쇄판을 기초로 발행되었으며, 중국의 유명한 학자 후다오징의 '전언'을 추가했다. 전언에는 진원량의 생애와 저서, 《사림광기》 내용 설명 및 판본에 대한 명확한 분석과 판단이 들어 있어 《사림광기》에 대한 권위 있는 저작으로 평가받고 있다.

## 기타 판본
이 책은 원 이후 여러 차례 개정되고 재인쇄되었으며, 1963년 중화서국의 영인본을 제외하고 다음과 같은 대중적인 판본이 있다.
- 베이징 대학 도서관 소장, 원 지원 경진(1340년) 정씨적성당 간본
- 1990년 상해고서출판사에서 영인한 화각본유서집성(和刻本類書集成)에 수록된 것으로 일본 겐로쿠 12년(1699년) 번각 원태정증보본(元泰定增補本)
- 1998년 10월 중화서국에서 다시 영인본을 출판하였다.
- “元建安椿莊書院刊本” (중국어 (대만)). 2020년 8월 22일에 원본 문서에서 보존된 문서. 2010년 6월 13일에 확인함.

한국의 규장각에는 《신편찬도증류군서류요사림광기》(新編纂圖增類群書類要事林廣記)라고 하여 기존의 《사림광기》에 도판을 덧대고 《사림광기》 이후에 나온 여러 책자들을 분류, 요점만을 추린 책자가 소장되어 있다.